# Oxalsäurebis(2,4,6-trichlorphenylester)
Oxalsäurebis(2,4,6-trichlorphenylester), abgekürzt TCPO, ist eine chemische Verbindung, ein Di-Ester der Oxalsäure, der Licht emittiert, wenn Fluoreszenzfarbstoffe zugegen sind. Zusammen mit einer schwachen Base, Wasserstoffperoxid und dem die Farbe bestimmenden Farbstoff kommt es zur Peroxyoxalat-Chemilumineszenz.

## Gewinnung
TCPO wird aus einem Ansatz aus 2,4,6-Trichlorphenol, Toluol und einer Base wie Triethylamin bei weniger als 10 °C sowie anschließender Reaktion mit Oxalylchlorid gewonnen.

## Verwendung
Die im Handel befindlichen Leuchtstäbe auf chemischer Basis benutzen aromatische Oxalsäureester wie TCPO und DNPO. TCPO leuchtet länger, dafür schwächer, als DNPO. Durch Zusatz schwach basischer Katalysatoren (z. B. Natriumsalicylat, Triethylamin) verstärkt sich das Leuchten von TCPO auf Kosten der Leuchtdauer. Wissenschaftlich wird die Verbindung zur Erkennung von fluoreszierenden Verbindungen in den Flüssigkeitschromatographie und Protein- bzw. DNA-Bändern in Membranen eingesetzt.